# ناریکی
ناریکی (به لاتین: Narejki) یک روستا در لهستان است که در گمینا گرودک واقع شده‌است.